# Ле Клер (Айова)
Ле Клер (на английски: Le Claire) е град в окръг Скот, Айова, Съединени американски щати. Разположен е на десния бряг на река Мисисипи. Наречен е на Антоан Льоклер, метиски търговец, притежавал мястото на града. Населението на Ле Клер е 3969 души (по приблизителна оценка за 2017 г.).
Във ферма край Ле Клер е роден шоуменът Бъфало Бил (1846 – 1917).